# إليزابيث برنتيس
إليزابيث برنتيس (بالإنجليزية: Elizabeth Prentiss)‏ (26 أكتوبر 1818، بورتلاند في الولايات المتحدة - 13 أغسطس 1878)؛ كاتِبة وشاعرة أمريكية.

## روابط خارجية
- إليزابيث برنتيس على موقع الموسوعة البريطانية (الإنجليزية)
- إليزابيث برنتيس على موقع ميوزك برينز (الإنجليزية)